# Relations entre la Gambie et l'Inde
Les relations entre la Gambie et l'Inde sont les relations bilatérales de la république de Gambie et de la république de l'Inde. La Gambie dispose d'un haut-commissariat à New Delhi. L'ambassade de l'Inde à Dakar, au Sénégal, est simultanément accréditée auprès de la Gambie, le seul pays anglophone accrédité auprès de cette mission. L'Inde a également un consulat général honoraire à Banjul.

## Histoire
Les relations entre la Gambie et l'Inde ont été très limitées jusqu'en 1985, consistant seulement en une confirmation de leurs principes communs de non-alignement, et de leur position commune sur la décolonisation et les questions Nord-Sud. Avant 1985, la Gambie entretenait des relations diplomatiques limitées avec les pays asiatiques, principalement avec des pays tels que Taïwan, la Chine, la Corée du Sud et la Corée du Nord, auxquels elle demandait de l'aide en échange d'un soutien politique.
La Gambie a coparrainé une résolution proposée par l'Inde à l'Assemblée générale des Nations unies en janvier 2015, visant à déclarer le 21 juin « Journée internationale du yoga ».
Le ministre d'État aux affaires parlementaires, Mukhtar Abbas Naqvi (en), s'est rendu en Gambie en septembre 2015 en tant qu'envoyé spécial du Premier ministre et a officiellement invité le pays à participer au troisième sommet du Forum Inde-Afrique (India–Africa Forum Summit - IAFS). La vice-présidente gambienne Isatou Njie-Saidy a dirigé la délégation du pays pour participer à l'IAFS à New Delhi du 26 au 29 octobre 2015. S'adressant aux délégués de l'IAFS, Njie-Saidy a décrit l'Inde comme un « véritable ami » et un « pays frère », et a qualifié de « remarquable » sa contribution au développement durable en Gambie et en Afrique. Elle a fait l'éloge de la coopération bilatérale entre les deux pays, la qualifiant de « partenariat florissant qui reste un solide avantage stratégique mutuel pour les deux parties ». Njie-Saidy a déclaré : « La Gambie et l'Inde ont un intérêt commun dans les affaires internationales et partagent parfois des points de vue communs sur les questions internationales. Le niveau de coopération entre la Gambie et l'Inde sur la scène internationale est très encourageant, en particulier au niveau des Nations unies ». Elle a ajouté que la Gambie continue à « bénéficier d'un soutien et d'une assistance immenses » de la part du gouvernement indien, et que l'intervention de l'Inde en Afrique a conduit au développement national et à l'amélioration de la vie des populations africaines. Njie-Saidy a également eu des entretiens bilatéraux à huis clos avec le Premier ministre Narendra Modi à Hyderabad House (en) le 30 octobre.
Le ministre gambien de la santé et du bien-être social, Omar Sey (en), s'est rendu en Inde en novembre 2015 et a participé au forum des affaires Inde-Afrique 2015. S'adressant au forum, M. Sey a déclaré que les « multinationales pharmaceutiques et biotechnologiques indiennes ont, depuis des décennies, révolutionné l'accessibilité et le coût des soins de santé en Afrique ».